# 侯川
侯川（1967年4月—），男性，吉林省梨树县人。中共党员，1987年7月参加工作。中华人民共和国政治人物、全国脱贫攻坚先进个人。

## 生平
侯川历任梨树县金山乡党委副书记、乡长，梨树县小城子镇党委副书记、镇长、党委书记，梨树县副县长，中共梨树县委常委、常委副县长，2010年11月改任中共四平市铁西区委副书记、四平循环经济示范区管委会主任，2011年3月升任铁西区区长。2014年升任中共双辽市委书记。2017年，升任四平市人大常委会副主任。在任期间，他因为脱贫攻坚战中作出突出贡献，在2021年2月25日全国脱贫攻坚总结表彰大会上被授予“全国脱贫攻坚先进个人”荣誉称号。
2022年，侯川当选为四平市政协主席。